# Intercesión

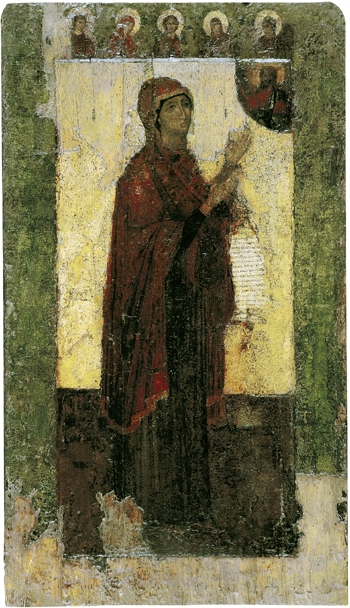
Icono ortodoxo de la Virgen María como intercesora ante Dios. En la Iglesia ortodoxa también se cree en la intercesión de los santos y la Virgen.

Según el Compendio del Catecismo de la Iglesia católica, la intercesión, también llamada intercesión de los santos,  "consiste en pedir en favor de otro. Ella nos conforma y nos une a la oración de Jesús que intercede junto de Dios Padre por todos los hombres, en especial por los pecadores. La intercesión debe extenderse también a los enemigos". Por lo tanto, cualquier creyente puede hacer oración por el bien de otra persona o comunidad, crea o no en Dios. 
A pesar de que toda la oración tiene como destino final la Santísima Trinidad, esto no impide que los católicos crean que la Virgen María, los ángeles y los santos oren en el Cielo a favor de los hombres y de sus pedidos y súplicas. Esta intercesión celestial, fundada en el dogma de la comunión de los santos, puede ser a favor de los pedidos del propio creyente o a favor de la intercesión que el creyente hace a favor del otro. De ahí la gran devoción popular de los católicos, laicos o clérigos, a la Virgen María y a los demás Santos, expresada en oraciones, en procesiones o en peregrinaciones.
Es importante resaltar que dentro de la fe católica cuando ocurren favores concedidos y milagros, estos son una intervención divina y no un acto milagroso efectuado por mortales, pues estos últimos, de estar su alma en el cielo, únicamente solicitan a Dios su intervención. La intercesión de los santos, como se mencionó anteriormente, forma parte de la comunión eclesial entre el cielo y la tierra, es decir los estados de la Iglesia peregrina y la Iglesia triunfante. Según la fe, los creyentes que gozan de la gloria del cielo se encuentran en estrecha relación con Dios y fortalecen a la Iglesia en la santidad, interceden por los vivos ante Dios Padre por medio de Cristo ofreciéndole los méritos adquiridos en la tierra como muestra de haberle sido fiel, por ende su solicitud contribuye en pro de remediar las debilidades terrenales.
La Iglesia católica considera la veneración e intercesión de los santos como una práctica que tiene base en la Biblia, entre otros ejemplos se citan:
Ningún santo está muerto, todos están vivos en el cielo: 

¿No habéis leído aquellas palabras de Dios cuando os dice: Yo soy el Dios de Abraham, el Dios de Isaac y el Dios de Jacob? No es un Dios de muertos, sino de vivos.
Mateo 22, 31-32.

Los santos del cielo reciben las oraciones de los que están en la tierra y pueden presentarlas ante Dios: 

Y cuando hubo tomado el libro, los cuatro seres vivientes y los veinticuatro ancianos se postraron delante del Cordero; todos tenían arpas, y copas de oro llenas de incienso, que son las oraciones de los santos.
Ap 5,8.

Los apóstoles intercedieron para lograr sanaciones en la gente común: 

Había un hombre, tullido desde su nacimiento, al que llevaban y ponían todos los días junto a la puerta del Templo llamada Hermosa para que pidiera limosna a los que entraban en el Templo. Este, al ver a Pedro y a Juan que iban a entrar en el Templo, les pidió una limosna. Pedro fijó en él la mirada juntamente con Juan, y le dijo: «Míranos». El les miraba con fijeza esperando recibir algo de ellos. Pedro le dijo: «No tengo plata ni oro; pero lo que tengo, te doy: en nombre de Jesucristo, el Nazareno, ponte a andar». Y tomándole de la mano derecha le levantó. Al instante cobraron fuerza sus pies y tobillos, y de un salto se puso en pie y andaba. Entró con ellos en el Templo andando, saltando y alabando a Dios”.
Hech 3,1-8.

San Pablo de Tarso oró por un tullido, no lo mandó a que le pidiera directamente a Jesús: 

Había allí, sentado, un hombre tullido de pies, cojo de nacimiento y que nunca había andado. Este escuchaba a Pablo que hablaba. Pablo fijó en él su mirada y viendo que tenía fe para ser curado, le dijo con fuerte voz: «Ponte derecho sobre tus pies». Y él dio un salto y se puso a caminar.
Hech 14,8-10

## Bases bíblicas

### Intercesión de los vivos por los vivos
Según la Epístola a los Romanos, los vivos pueden interceder por los vivos:
"Ahora bien, yo (Pablo) os ruego, hermanos, por el Señor Jesucristo y por el amor del Espíritu, que os esforcéis conmigo en vuestras oraciones a Dios por mí" (Romanos 15:30).
María intercede en las bodas de Caná y provoca el primer milagro de Jesús. "Al tercer día se celebró una boda en Caná de Galilea. La madre de Jesús estaba allí, y Jesús y sus discípulos también habían sido invitados a la boda. Cuando se acabó el vino, la madre de Jesús le dijo: 'No tienen más vino'. Mujer, ¿por qué me involucras? Respondió Jesús. Todavía no ha llegado mi hora". Su madre dijo a los sirvientes: "Haced lo que os diga"" (Juan 2:1-5).
Cuando Dios se disgustó con los cuatro hombres que habían intentado aconsejar al patriarca Job, les dijo: "Mi siervo Job orará por vosotros, y yo aceptaré su oración y no os trataré según vuestra locura" (Job 42:8).
Moisés le dice a Dios: "'Perdona el pecado de este pueblo, como lo has perdonado desde que salió de Egipto hasta ahora'. El Señor respondió: 'Los he perdonado, tal como lo pediste'" (Números 14:19-20). 
Los ancianos de la iglesia pueden interceder por los enfermos. "¿Está alguno de vosotros enfermo? Que llame a los ancianos de la iglesia para que oren por ellos y los unjan con aceite en el nombre del Señor. Y la oración ofrecida con fe sanará al enfermo; el Señor lo resucitará. Si han pecado, serán perdonados" (Santiago 5:14-15).

### Intercesión de los vivos por los difuntos
Algunos interpretan para apoyar la oración por los muertos: "El Señor tenga misericordia de la casa de Onesíforo; porque muchas veces me refrescó, y no se avergonzó de mi cadena: Pero, estando en Roma, me buscó con mucha diligencia y me encontró. El Señor le conceda que encuentre misericordia del Señor en aquel día; y en cuántas cosas me sirvió en Éfeso, tú lo sabes muy bien."
El libro deuterocanónico habla explícitamente de la oración de los vivos por los muertos: "Y haciendo acopio, envió doce mil dracmas de plata a Jerusalén para que se ofrecieran sacrificios por los pecados de los muertos, pensando bien y religiosamente en la resurrección, (pues si no hubiera esperado que los muertos resucitaran, le habría parecido superfluo y vano orar por los muertos,) y porque consideraba que los que habían dormido con piedad, tenían reservada una gran gracia. Por lo tanto, es un pensamiento santo y saludable orar por los muertos, para que sean liberados de los pecados."

### Intercesión de los difuntos por los vivos
Los primeros cristianos derivaron algunos de sus puntos de vista del judaísmo. "Al menos algunos judíos del primer siglo creían que los ángeles del cielo oraban por los de la tierra y presentaban sus oraciones a Dios. Los que estaban en el cielo -Onías, Jeremías y los ángeles- estaban íntimamente involucrados en lo que ocurría en la tierra"  En Lucas 15:7 Jesús dice que los que están en el cielo se alegran cuando un pecador se arrepiente. En Hebreos 12:1, Pablo se refiere a ellos como una "nube de testigos". "Era parte de la fe de la Iglesia en el primer siglo que los que estaban en el cielo intercedían por los que estaban en la tierra."
Tomás de Aquino cita Apocalipsis 8:4: "Y el humo del incienso de las oraciones de los santos subía ante Dios de la mano del ángel."
Tanto los que están a favor como los que están en contra de la intercesión de los santos citan Job 5:1: "Llama si quieres, pero ¿quién te responderá? ¿A quién de los santos te dirigirás?".
La parábola de Jesús sobre el hombre rico y Lázaro en Lucas 16:19-31 indica la capacidad de los muertos para orar por los vivos. La intercesión de los muertos por los vivos se muestra en 2 Macabeos 15: 14-17; una intercesión a favor de Israel por parte del difunto sumo sacerdote Onías III más la de  Jeremías, el profeta que murió casi 400 años antes. "Y Onías habló diciendo: 'Este es un hombre que ama a los hermanos y ora mucho por el pueblo y la ciudad santa, Jeremías, el profeta de Dios.

## Punto de vista católico

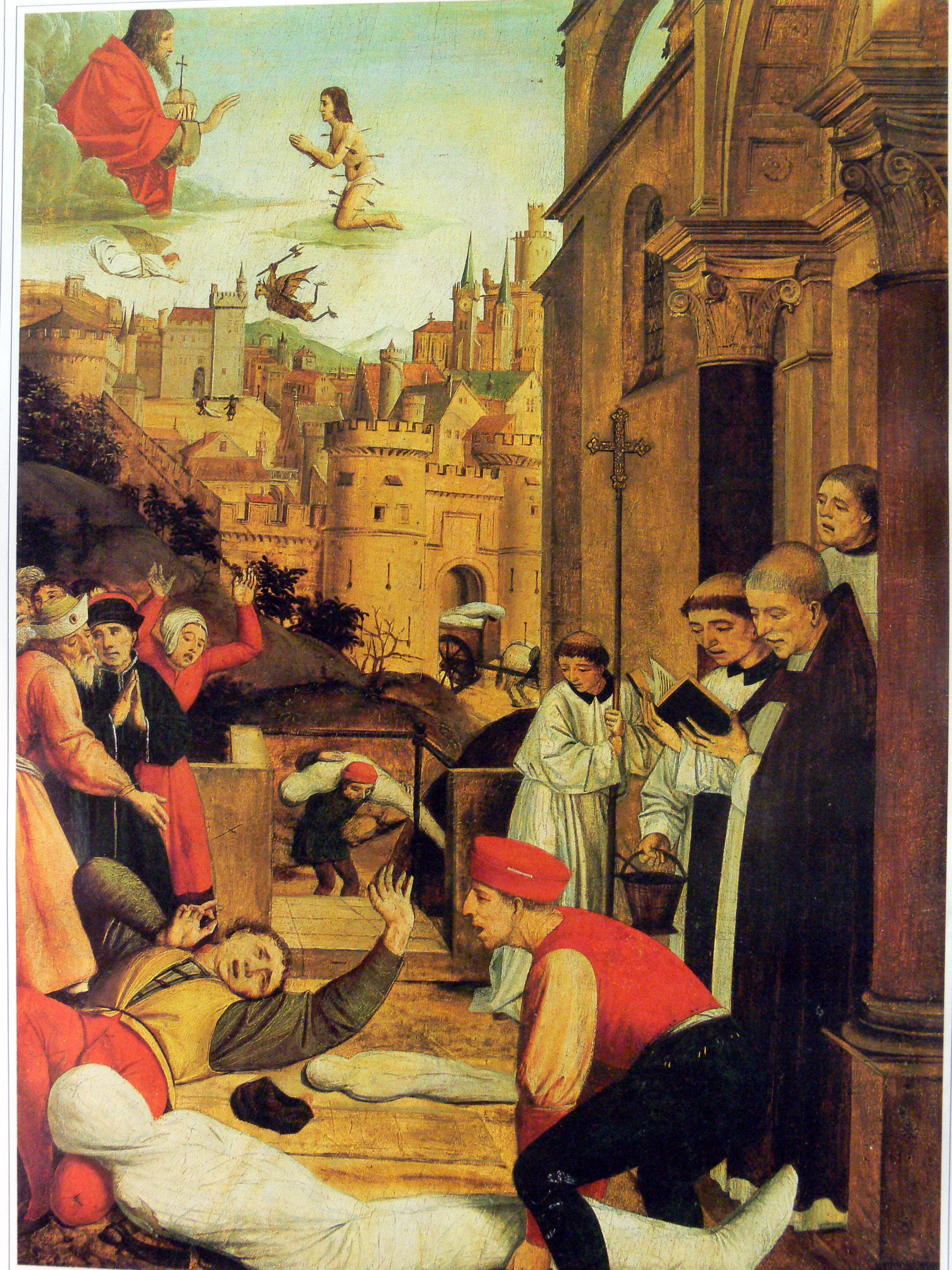
San Sebastián le ruega a Jesús (arriba a la izquierda) por la vida de un sepulturero afectado por la plaga durante la Plaga de Justiniano. (Josse Lieferinxe, c. 1497–99)

La doctrina de la Iglesia Católica apoya la oración de intercesión a los santos. Esta práctica es una aplicación de la doctrina católica de la Comunión de los Santos. Una de las primeras bases para ello fue la creencia de que los mártires pasaban inmediatamente a la presencia de Dios y podían obtener gracias y bendiciones para otros. Otro refuerzo se derivó del culto a los ángeles que, aunque precristiano en su origen, fue abrazado de corazón por los fieles de la época subapostólica.
San Gregorio Nacianceno dijo de su padre fallecido: "Estoy bien seguro de que su intercesión es de más utilidad ahora que lo fue su instrucción en días anteriores, ya que está más cerca de Dios, ahora que se ha sacudido sus grilletes corporales, y ha liberado su mente de la arcilla que la oscurecía"; y Jerónimo escribió: "Si los Apóstoles y los Mártires, mientras están todavía en el cuerpo, pueden orar por otros, en un momento en que todavía deben estar ansiosos por sí mismos, ¡cuánto más después de que sus coronas, victorias y triunfos sean ganados!"
La doctrina católica de la intercesión y la invocación fue expuesta por el Concilio de Trento, que enseña que "...los santos que reinan junto a Cristo ofrecen a Dios sus propias oraciones por los hombres. Es bueno y útil invocarlos suplicantemente, y recurrir a sus oraciones, ayuda y auxilio para obtener beneficios de Dios, por medio de su Hijo Jesucristo nuestro Señor, que es el único que nos redime y salva".
También se practica la oración de intercesión a personas santas que aún no han sido canonizadas, y es muy común que durante el proceso formal de beatificación y canonización se produzcan pruebas de milagros producidos como resultado de dicha oración.
Según el Catecismo de la Iglesia Católica:

956 La intercesión de los santos. "Estando más estrechamente unidos a Cristo, los que habitan en el cielo fijan más firmemente a toda la Iglesia en la santidad. . . . No dejan de interceder por nosotros ante el Padre, al ofrecer los méritos que adquirieron en la tierra por medio del único mediador entre Dios y los hombres, Cristo Jesús. . . Así que por su preocupación fraternal se ayuda mucho a nuestra debilidad."

Algunos estudiosos católicos han reinterpretado la invocación y la intercesión de los santos con una visión crítica hacia las tendencias medievales de imaginar a los santos en el cielo distribuyendo favores a quien quieran y, en cambio, ver en la propia devoción a los santos un medio de respuesta a la actividad de Dios en nosotros a través de estos modelos creativos de semejanza con Cristo.
En las conversaciones ecuménicas se ha llegado al acuerdo de que "pedir a los santos que intercedan por nosotros expresa la solidaridad de la iglesia en la que todos deben apoyarse mutuamente. De forma análoga a lo que se hace entre personas vivas, la petición dirigida a un santo para que rece por nosotros es una expresión precisa de la solidaridad en Jesucristo, a través de los tiempos y de los diversos modos de existencia humana" 
La oración de intercesión a los santos también juega un papel importante en las iglesias orientales y ortodoxas, como la Iglesia Ortodoxa Copta. Además, algunos  anglocatólicos creen en la intercesión de los santos.

## Puntos de vista protestantes
A excepción de unas pocas iglesias protestantes primitivas, la mayoría de las iglesias protestantes modernas rechazan enérgicamente la intercesión de los muertos por los vivos, pero están a favor de la intercesión de los vivos por los vivos según Romanos 15:30.

### Punto de vista del luteranismo

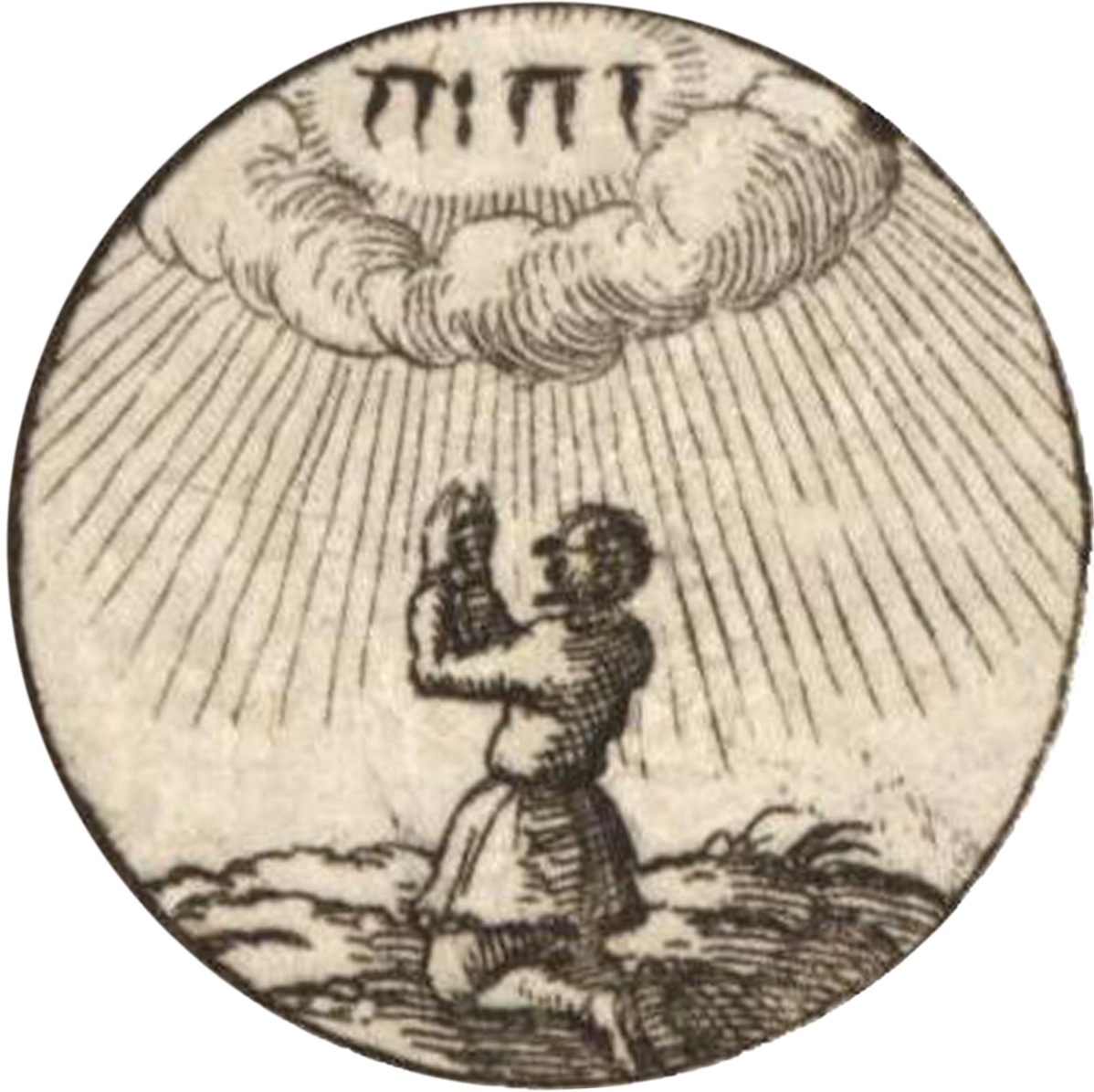
"La escritura no enseña a invocar a los santos o rogar por su ayuda. Porque nos presenta a nosotros solamente a Cristo como mediador, sacrificio expiatorio, sumo sacerdote, e intercesor."—Confesión de Augsburgo (Luterana), Artículo XXI.

Las confesiones luteranas aprueban honrar a los santos agradeciendo a Dios los ejemplos de su misericordia, utilizando a los santos como ejemplos para fortalecer la fe de los creyentes e imitando su fe y otras virtudes. Aunque, la Confesión de Augsburgo rechaza invocar a los santos para pedir su ayuda, afirma que "oran por la Iglesia universal en general" cuando están vivos y en el cielo. Como tal, la Confesión de Augsburgo enfatiza que Cristo es el único mediador entre Dios y el hombre, y que es a él a quien los cristianos deben rezar. que a su vez fue refutada por la parte luterana en la Apología a la Confesión de Augsburgo.}. Aunque la mayoría de las denominaciones luteranas no lo hacen, la Iglesia de la Comunidad Evangélica-Luterana-una denominación luterana con eclesiología católica evangélica-afirmó la creencia en la intercesión de los santos.
Con respecto a la Virgen María específicamente, Martín Lutero defendió el uso de la versión del Ave María anterior al Concilio de Trento (es decir, "Ave María, llena de gracia, el Señor es contigo. Bendita tú eres entre las mujeres y bendito es el fruto de tu vientre, Jesús") como signo de reverencia y devoción a ella. El Betbüchlein (Libro de Oración) de 1522 del luteranismo conservó así el Ave María.

### Punto de vista anglicano
Los primeros artículos de fe anglicanos, los Diez artículos (1536), defendían la práctica de rezar a los santos, mientras que el Libro del Rey, la declaración oficial de religión elaborada en 1543, dedica una sección entera a la importancia de la oración del Ave María ("Ave María"). Sin embargo, los Treinta y Nueve Artículos (1563) condenan la "invocación de los santos" como "una cosa falsa, inventada en vano, y basada en ninguna garantía de las Escrituras, sino que repugna a la Palabra de Dios" (Artículo XXII).
Los teólogos de la Comunión Anglicana hacen una clara distinción entre una doctrina "romana" relativa a la invocación de los santos y lo que consideran la doctrina "patrística" de la intercesión de los santos, permitiendo la segunda, pero prohibiendo la primera. El obispo William Forbes denominó la práctica anglicana advocación de los santos, que significa "pedir a los santos que recen con ellos y en su nombre, no rezarles a ellos".

### Punto de vista calvinista
Al igual que los luteranos, los estrictos calvinistas entienden que la "comunión de los santos" mencionada en el Credo de los Apóstoles consiste en todos los creyentes, incluidos los que han muerto, pero la invocación de los santos difuntos se considera una transgresión del Primer Mandamiento: No tendrás otros dioses delante de mí.

### Puntos de vista metodista
El artículo XIV de los Artículos de Religión metodistas de 1784, que se hace eco de los Treinta y Nueve Artículos anglicanos, rechaza la invocación de los santos declarando que la doctrina es "una cosa falsa, inventada en vano, y basada en ninguna garantía de las Escrituras, sino que repugna a la Palabra de Dios".

## Paralelismos en otras religiones

### Judaísmo
Hay evidencia de una creencia en la intercesión del Judaísmo, tanto en la forma de las bendiciones paternas transmitidas de Abraham a sus hijos, como en 2 Macabeos, donde Judas Macabeo ve a los muertos Onías y  Jeremías dando la bendición al ejército judío. En el judaísmo antiguo, también era popular rezar pidiendo la intercesión de Michael a pesar de la prohibición rabínica de apelar a los ángeles como intermediarios entre Dios y su pueblo. Se escribieron dos oraciones en las que se le suplicaba, como príncipe de la misericordia, que intercediera a favor de Israel: una compuesta por Eliezer ha-Kalir, y la otra por Judá ben Samuel he-Hasid. Quienes se oponen a esta práctica consideran que sólo a Dios se puede ofrecer la oración.[cita requerida]
En los tiempos modernos, una de las mayores divisiones en la teología judía (hashkafa) es sobre la cuestión de si se puede implorar la ayuda de un tzadik - un individuo extremadamente justo.  El principal conflicto es la práctica de suplicar a un tzadik que ya ha muerto que interceda ante el Todopoderoso. Esta práctica es común principalmente entre los judíos  jasídicos, pero también se encuentra en diversos grados entre otras comunidades generalmente deljudaísmo ultraortodoxo.  Su oposición más fuerte se encuentra en gran medida entre los sectores del judaísmo ortodoxo moderno, Dor Daim y Talmide haRambam, y entre aspectos de la Litvish Chareidi.  Quienes se oponen a esta práctica suelen hacerlo por el problema de la idolatría, ya que la Ley judía prohíbe estrictamente hacer uso de un mediador (melitz) o agente (sarsur) entre uno mismo y el Todopoderoso.[cita requerida]
Las perspectivas de los grupos judíos que se oponen al uso de intercesores suelen ser más suaves en lo que respecta a suplicar al Todopoderoso solo en el "mérito" (tzechut) de un tzadik.
Los judíos que apoyan el uso de intercesores afirman que sus súplicas al tzadik no son una oración o una adoración, o bien que siguen rezando a Dios y a través de Dios, pero comunicándose secundariamente con el tzadik.  El conflicto entre los grupos es esencialmente sobre lo que constituye la oración, el culto, un mediador (melitz) y un agente (sarsur).

### Islam
Tawassul es la práctica de utilizar a alguien como medio o intermediario en una súplica dirigida a Dios. Un ejemplo de esto sería "Oh, Señor mío, ayúdame con [tal o cual necesidad] debido al amor que siento por Tu Profeta".
Algunos chiíes practican la búsqueda de la intercesión de los santos, en particular del yerno de Mahoma, Alí y del hijo de Alí, Husayn. Un conocido himno chiita persa dice "Z bandegi-ye 'Ali na-ajab bashar be-khoda rasad ("No es extraño que el hombre, a través de la servidumbre a 'Ali, llegue a Dios").[cita requerida]